# Лионотамнус
Лионота́мнус (лат. Lyonothamnus) — монотипный род цветковых растений в составе семейства Розовые (Rosaceae). Единственный вид — Lyonothamnus floribundus.

## Название
Научное название Lyonothamnus было дано роду Эйсой Греем в 1885 году в честь коллекционера растений Уильяма Скрагхэма Лайона (1852—1916), автора нескольких работ по флоре Калифорнии, первым обнаружившего это растение.

## Ботаническое описание
Лионотамнус — вечнозелёный кустарник или дерево, иногда достигающее 12 м в высоту, с чешуйчатой шелушащейся тёмно-коричневой корой. Центральный ствол достигает 25 см в диаметре. Листья супротивные, располагающиеся на довольно длинных черешках, 10—20 см длиной, ланцетовидной формы, с цельным или зубчатым краем, простые, иногда рассечённые на 3—8 неравных долей. Верхняя сторона пластинок тёмно-зелёная, нижняя более светлая, жёлто-зелёная, бархатисто-опушённая. Центральная жилка оранжеватая. Прилистники недолговечные, небольшие, ланцетовидные.
Цветки около 0,5 см в диаметре, располагаются на тонких цветоножках, собраны на концах веточек в сложные зонтиковидные соцветия-щитки. Чашечка полушаровидная, опушённая. Венчик состоит из пяти округлых белых лепестков. В каждом цветке имеется около 15 изогнутых тычинок с продолговатыми пыльниками. Завязь железисто-опушённая, верхушечная, с двумя плодолистиками. Пестиков два, с приплюснутыми рыльцами.
Плод деревянистый, железистый, при созревании растрескивающийся. Семена яйцевидной формы, светло-коричневые.
Древесина лионотамнуса твёрдая, тяжёлая, красного цвета с рыжеватым оттенком.

## Ареал
В дикой природе Лионотамнус произрастает исключительно в Калифорнии и на прибрежных островах. Наибольших размеров достигает в северной части острова Санта-Крус. Нередко выращивается в Калифорнии как декоративное растение.

## Классификация
|  |                                      |  |                                                             |                                                             |                   |  | ещё 8 семейств (согласно Системе APG II) | ещё 8 семейств (согласно Системе APG II) |                                    |  |                                            |  | 7 триб и род Гилления | 7 триб и род Гилления |  |
|  |                                      |  |                                                             |                                                             |                   |  | ещё 8 семейств (согласно Системе APG II) | ещё 8 семейств (согласно Системе APG II) |                                    |  |                                            |  | 7 триб и род Гилления | 7 триб и род Гилления |  |
|  |                                      |  |                                                             | порядок Розоцветные                                         |                   |  |                                          |                                          | подсемейство Сливовые              |  |                                            |  |                       |                       |  |
|  |                                      |  |                                                             | порядок Розоцветные                                         |                   |  |                                          |                                          | подсемейство Сливовые              |  | Lyonothamnus floribundus с двумя подвидами |  |                       |                       |  |
|  | отдел Цветковые, или Покрытосеменные |  |                                                             |                                                             | семейство Розовые |  |                                          |                                          | род Лионотамнус                    |  |                                            |  |                       |                       |  |
|  | отдел Цветковые, или Покрытосеменные |  |                                                             |                                                             |                   |  |                                          |                                          |                                    |  |                                            |  |                       |                       |  |
|  |                                      |  | ещё 44 порядка цветковых растений (согласно Системе APG II) | ещё 44 порядка цветковых растений (согласно Системе APG II) |                   |  |                                          | подсемейства Розановые и Дриадовые       | подсемейства Розановые и Дриадовые |  |                                            |  |                       |                       |  |
|  |                                      |  |                                                             | ещё 44 порядка цветковых растений (согласно Системе APG II) |                   |  |                                          |                                          | подсемейства Розановые и Дриадовые |  |                                            |  |                       |                       |  |

### Вид
Род Лионотамнус включает один современный вид с двумя подвидами. Также известно несколько ископаемых видов рода, более широко распространённых, чем современный.
Lyonothamnus floribundus A.Gray, 1885
- Lyonothamnus floribundus subsp. aspleniifolius (Greene) P.H.Raven, 1963
  - [syn.  Lyonothamnus aspleniifolius Greene, 1885]
  - [syn.  Lyonothamnus floribundus f. aspleniifolius (Greene) Franceschi, 1900]
  - [syn.  Lyonothamnus floribundus var. aspleniifolius (Greene) Brandegee, 1890]
- Lyonothamnus floribundus subsp. floribundus